# Seznam členů Senátu Parlamentu České republiky (2024–2026)
Toto je seznam členů Senátu Parlamentu České republiky v 15. dvouletém volebním období 2024–2026, které bude zahájeno v říjnu 2024 po skončených volbách do jedné třetiny horní komory.

## Vedení
| Úřad                  | Člen vedení     | Člen vedení     | Navrhující strana | Navrhující strana | Klub           | Obvod   | Období ve funkci  | Období ve funkci | Volba         |
| Úřad                  | Člen vedení     | Člen vedení     | Navrhující strana | Navrhující strana | Klub           | Obvod   | nástup            | odchod           | Volba         |
| --------------------- | --------------- | --------------- | ----------------- | ----------------- | -------------- | ------- | ----------------- | ---------------- | ------------- |
| Předseda              | Miloš Vystrčil  | Miloš Vystrčil  |                   | ODS               | ODS a TOP 09   | Jihlava | 2. listopadu 2022 | úřadující        | 73 z 80 hlasů |
| 1. místopředseda      | Jiří Drahoš     | Jiří Drahoš     |                   | STAN              | STAN           | Praha 4 | 2. listopadu 2022 | úřadující        | 67 z 80 hlasů |
| Místopředseda         | Tomáš Czernin   | Tomáš Czernin   |                   | TOP 09            | ODS a TOP 09   | Jičín   | 2. listopadu 2022 | úřadující        | 64 z 80 hlasů |
| Místopředseda         | Jiří Oberfalzer | Jiří Oberfalzer |                   | ODS               | ODS a TOP 09   | Beroun  | 2. listopadu 2022 | úřadující        | 69 z 80 hlasů |
| Místopředsedkyně      | Jitka Seitlová  | Jitka Seitlová  |                   | KDU-ČSL           | KDU-ČSL a nez. | Přerov  | 2. listopadu 2022 | úřadující        | 63 z 80 hlasů |
| Členové vedení Senátu |                 |                 |                   |                   |                |         |                   |                  |               |

## Seznam senátorů
| Senátní obvod                                                               | Jméno                      | Stranická příslušnost | Navrhující strana/koalice                             | Klub            | Rok zvolení            |
| --------------------------------------------------------------------------- | -------------------------- | --------------------- | ----------------------------------------------------- | --------------- | ---------------------- |
| 01 – Karlovy Vary                                                           | Věra Procházková           | ANO 2011              | ANO 2011                                              | ANO             | 2022                   |
| 02 – Sokolov                                                                | Jana Mračková Vildumetzová | ANO 2011              | ANO 2011                                              | ANO             | 2024                   |
| 03 – Cheb                                                                   | Miroslav Plevný            | nestraník             | STAN                                                  | STAN            | 2020                   |
| 04 – Most                                                                   | Jan Paparega               | ProMOST               | ProMOST                                               | ODS a TOP 09    | 2022                   |
| 05 – Chomutov                                                               | Přemysl Rabas              | nestraník             | SEN 21                                                | SEN 21 a Piráti | 2018, 2024             |
| 06 – Louny                                                                  | Ivo Trešl                  | STAN                  | STAN                                                  | STAN            | 2020                   |
| 07 – Plzeň-město                                                            | Daniela Kovářová           | nestranička           | nezávislá                                             | nezařazená      | 2022                   |
| 08 – Rokycany                                                               | Miroslav Kroc              | nestraník             | STAN                                                  | STAN            | 2024                   |
| 09 – Plzeň-město                                                            | Lumír Aschenbrenner        | ODS                   | ODS, TOP 09, KDU-ČSL, ADS, KČ                         | ODS a TOP 09    | 2014, 2020             |
| 10 – Český Krumlov                                                          | Tomáš Jirsa                | ODS                   | ODS                                                   | ODS a TOP 09    | 2004, 2010, 2016, 2022 |
| 11 – Domažlice                                                              | Jan Látka                  | ANO 2011              | ANO 2011                                              | ANO             | 2024                   |
| 12 – Strakonice                                                             | Tomáš Fiala                | nestraník             | ODS                                                   | ODS a TOP 09    | 2020                   |
| 13 – Tábor                                                                  | Marek Slabý                | nestraník             | KDU-ČSL, ODS, T2020, TOP 09                           | ODS a TOP 09    | 2022                   |
| 14 – České Budějovice                                                       | Zbyněk Sýkora              | ODS                   | ODS                                                   | ODS a TOP 09    | 2024                   |
| 15 – Pelhřimov                                                              | Jaroslav Chalupský         | nestraník             | Svobodní                                              | ODS a TOP 09    | 2020                   |
| 16 – Beroun                                                                 | Jiří Oberfalzer            | ODS                   | ODS                                                   | ODS a TOP 09    | 2004, 2010, 2016, 2022 |
| 17 – Praha 12                                                               | Pavel Fischer              | nestraník             | ODS, KDU-ČSL, TOP 09, STAN                            | ODS a TOP 09    | 2018, 2024             |
| 18 – Příbram                                                                | Petr Štěpánek              | STAN                  | STAN                                                  | STAN            | 2020                   |
| 19 – Praha 11                                                               | Hana Kordová Marvanová     | nestranička           | KDU-ČSL, ODS, TOP 09                                  | ODS a TOP 09    | 2022                   |
| 20 – Praha 4                                                                | Jiří Drahoš                | nestraník             | STAN, Piráti, ODS, KDU-ČSL, TOP 09                    | STAN            | 2018, 2024             |
| 21 – Praha 5                                                                | Václav Láska               | SEN 21                | SEN 21                                                | SEN 21 a Piráti | 2014, 2020             |
| 22 – Praha 10                                                               | Jan Pirk                   | nestraník             | KDU-ČSL, ODS, TOP 09                                  | ODS a TOP 09    | 2022                   |
| 23 – Praha 8                                                                | Vladimíra Ludková          | ODS                   | ODS, KDU-ČSL, Patrioti ČR                             | ODS a TOP 09    | 2024                   |
| 24 – Praha 9                                                                | David Smoljak              | STAN                  | STAN, Piráti, TOP 09                                  | STAN            | 2019, 2020             |
| 25 – Praha 6                                                                | Jiří Růžička               | nestraník             | KDU-ČSL, ODS, STAN, TOP 09                            | ODS a TOP 09    | 2016, 2022             |
| 26 – Praha 2                                                                | Miroslav Bárta             | nestraník             | STAN, TOP 09                                          | STAN            | 2024                   |
| 27 – Praha 1                                                                | Miroslava Němcová          | ODS                   | ODS, TOP 09, STAN                                     | ODS a TOP 09    | 2020                   |
| 28 – Mělník                                                                 | Jarmila Smotlachová        | ODS                   | ODS                                                   | ODS a TOP 09    | 2022                   |
| 29 – Litoměřice                                                             | Ondřej Štěrba              | ANO 2011              | ANO 2011                                              | ANO             | 2024                   |
| 30 – Kladno                                                                 | Adéla Šípová               | nestranička           | Piráti                                                | SEN 21 a Piráti | 2020                   |
| 31 – Ústí nad Labem                                                         | Martin Krsek               | nestraník             | SEN 21                                                | SEN 21 a Piráti | 2022                   |
| 32 – Teplice                                                                | Jan Schiller               | ANO 2011              | ANO 2011                                              | ANO             | 2024                   |
| 33 – Děčín                                                                  | Zbyněk Linhart             | nestraník             | STAN, SLK                                             | STAN            | 2014, 2020             |
| 34 – Liberec                                                                | Michael Canov              | SLK                   | SLK                                                   | STAN            | 2016, 2022             |
| 35 – Jablonec nad Nisou                                                     | Lena Mlejnková             | SLK                   | SLK                                                   | STAN            | 2024                   |
| 36 – Česká Lípa                                                             | Jiří Vosecký               | SLK                   | STAN, SLK                                             | STAN            | 2014, 2020             |
| 37 – Jičín                                                                  | Tomáš Czernin              | TOP 09                | KDU-ČSL, ODS, TOP 09                                  | ODS a TOP 09    | 2016, 2022             |
| 38 – Mladá Boleslav                                                         | Ondřej Lochman             | STAN                  | STAN, SLK                                             | STAN            | 2024                   |
| 39 – Trutnov                                                                | Jan Sobotka                | nestraník             | STAN                                                  | STAN            | 2018, 2020             |
| 40 – Kutná Hora                                                             | Bohuslav Procházka         | KDU-ČSL               | KDU-ČSL                                               | KDU-ČSL a nez.  | 2022                   |
| 41 – Benešov                                                                | Zdeněk Hraba               | nestraník             | ODS, Svobodní, KONS, Monarchiste.cz                   | ODS a TOP 09    | 2018, 2024             |
| 42 – Kolín                                                                  | Pavel Kárník               | nestraník             | STAN                                                  | STAN            | 2020                   |
| 43 – Pardubice                                                              | Miluše Horská              | nestranička           | KDU-ČSL                                               | KDU-ČSL a nez.  | 2016, 2022             |
| 44 – Chrudim                                                                | Jan Tecl                   | ODS                   | ODS, KDU-ČSL, TOP 09, STAN, STO                       | ODS a TOP 09    | 2018, 2024             |
| 45 – Hradec Králové                                                         | Jan Holásek                | RH                    | TOP 09, HDK, Zelení, LES, SEN 21                      | SEN 21 a Piráti | 2020                   |
| 46 – Ústí nad Orlicí                                                        | Petr Fiala                 | SproK                 | SproK, KDU-ČSL                                        | KDU-ČSL a nez.  | 2022                   |
| 47 – Náchod                                                                 | Martin Červíček            | ODS                   | ODS                                                   | ODS a TOP 09    | 2018, 2024             |
| 48 – Rychnov nad Kněžnou                                                    | Jan Grulich                | TOP 09                | TOP 09, LES                                           | ODS a TOP 09    | 2020                   |
| 49 – Blansko                                                                | Jaromíra Vítková           | KDU-ČSL               | KDU-ČSL, ODS, TOP 09                                  | KDU-ČSL a nez.  | 2016, 2022             |
| 50 – Svitavy                                                                | David Šimek                | NK                    | KDU-ČSL                                               | KDU-ČSL a nez.  | 2024                   |
| 51 – Žďár nad Sázavou                                                       | Josef Klement              | nestraník             | KDU-ČSL                                               | KDU-ČSL a nez.  | 2020                   |
| 52 – Jihlava                                                                | Miloš Vystrčil             | ODS                   | KDU-ČSL, ODS, TOP 09                                  | ODS a TOP 09    | 2010, 2016, 2022       |
| 53 – Třebíč                                                                 | Hana Žáková                | nestranička           | STAN                                                  | STAN            | 2018, 2024             |
| 54 – Znojmo                                                                 | Tomáš Třetina              | TOP 09                | TOP 09, STAN, ODS                                     | ODS a TOP 09    | 2020                   |
| 55 – Brno-město                                                             | Tomáš Töpfer               | nestraník             | KDU-ČSL, ODS, TOP 09                                  | ODS a TOP 09    | 2006, 2022             |
| 56 – Břeclav                                                                | Róbert Šlachta             | PŘÍSAHA               | PŘÍSAHA                                               | ANO             | 2024                   |
| 57 – Vyškov                                                                 | Karel Zitterbart           | nestraník             | STAN                                                  | STAN            | 2020                   |
| 58 – Brno-město                                                             | Jiří Dušek                 | nestraník             | ČSSD, ODS, Vas, Fakt Brno                             | ODS a TOP 09    | 2016, 2022             |
| 59 – Brno-město                                                             | Břetislav Rychlík          | nestraník             | TOP 09, ODS, Piráti, Zelení                           | ODS a TOP 09    | 2024                   |
| 60 – Brno-město                                                             | Roman Kraus                | ODS                   | ODS, TOP 09                                           | ODS a TOP 09    | 2020                   |
| 60 – Brno-město                                                             | Zdeněk Papoušek            | nestraník             | ODS, KDU-ČSL, TOP 09, STAN, Piráti, Zelení, Fakt Brno | ODS a TOP 09    | 2025                   |
| 61 – Olomouc                                                                | Lumír Kantor               | nestraník             | KDU-ČSL                                               | KDU-ČSL a nez.  | 2016, 2022             |
| 62 – Prostějov                                                              | František Jura             | ANO 2011              | ANO 2011                                              | ANO             | 2024                   |
| 63 – Přerov                                                                 | Jitka Seitlová             | KDU-ČSL               | KDU-ČSL                                               | KDU-ČSL a nez.  | 2020                   |
| 64 – Bruntál                                                                | Ladislav Václavec          | nestraník             | ANO 2011                                              | ANO             | 2016, 2022             |
| 65 – Šumperk                                                                | Stanislav Balík            | nestraník             | nezávislý                                             | ODS a TOP 09    | 2024                   |
| 66 – Olomouc                                                                | Marek Ošťádal              | STAN                  | STAN                                                  | STAN            | 2020                   |
| 67 – Nový Jičín                                                             | Ivana Váňová               | KDU-ČSL               | KDU-ČSL, ODS, TOP 09                                  | KDU-ČSL a nez.  | 2022                   |
| 68 – Opava                                                                  | Tomáš Navrátil             | ANO 2011              | ANO 2011                                              | ANO             | 2024                   |
| 69 – Frýdek-Místek                                                          | Helena Pešatová            | nestranička           | STAN                                                  | STAN            | 2020                   |
| 70 – Ostrava-město                                                          | Zdeněk Nytra               | ODS                   | KDU-ČSL, ODS, TOP 09                                  | ODS a TOP 09    | 2016, 2022             |
| 71 – Ostrava-město                                                          | Martin Bednář              | ANO 2011              | ANO 2011                                              | ANO             | 2024                   |
| 72 – Ostrava-město                                                          | Ondřej Šimetka             | nestraník             | ODS                                                   | ODS a TOP 09    | 2020                   |
| 73 – Frýdek-Místek                                                          | Zdeněk Matušek             | nestraník             | ČSSD, ANO 2011                                        | ANO             | 2022                   |
| 74 – Karviná                                                                | Petr Vícha                 | nestraník             | SOCDEM                                                | ANO             | 2006, 2012, 2018, 2024 |
| 75 – Karviná                                                                | Ondřej Feber               | ANO 2011              | ANO 2011                                              | ANO             | 2020                   |
| 76 – Kroměříž                                                               | Jana Zwyrtek Hamplová      | nestranička           | NEZ                                                   | nezařazená      | 2022                   |
| 77 – Vsetín                                                                 | Jiří Čunek                 | KDU-ČSL               | KDU-ČSL                                               | KDU-ČSL a nez.  | 2006, 2012, 2018, 2024 |
| 78 – Zlín                                                                   | Tomáš Goláň                | ODS                   | SEN 21                                                | ODS a TOP 09    | 2018, 2020             |
| 79 – Hodonín                                                                | Eva Rajchmanová            | KDU-ČSL               | KDU-ČSL, ODS, TOP 09                                  | KDU-ČSL a nez.  | 2022                   |
| 80 – Zlín                                                                   | Oldřich Hájek              | nestraník             | ANO 2011                                              | ANO             | 2024                   |
| 81 – Uherské Hradiště                                                       | Josef Bazala               | KDU-ČSL               | KDU-ČSL                                               | KDU-ČSL a nez.  | 2020                   |
| Obvody dle posloupnosti voleb                                               |                            |                       |                                                       |                 |                        |
| – předchozí volby (2022) – aktuální volby (2024) – následující volby (2026) |                            |                       |                                                       |                 |                        |